# Костел Святого Антонія і Матері Божої Святого Розарію (Струсів)
Костел Святого Антонія і Матері Божої Святого Розарію в Струсові — римсько-католицька церква в селі Струсові Тернопільської области України. Пам'ятка архітектури місцевого значення.

## Відомості
- 1534 — засновано парафію.
- XVII — XVIII ст. — існувала каплиця, яку обслуговували кармеліти з Теребовлі.
- 1767 — парафію власним коштом відновив Ф. Потоцький.
- 1788 — каплицю перебудовано на костел.
- 1854 — відремонтовано споруду, яка в 1891 р. згоріла. Згодом її перебудовано на родинну каплицю Баворовських.
- 1902 — споруджено та освячено неоготичний костел (пожертва Й. Голуховського).
- 1945—1990 — функціонував як зерносховище.

## Настоятелі
- о. Емілій Кобежицький (30-ті роки)
- о. Зигмунт Вишневський (до 1945).